# Junkers Ju 21
Die Junkers Ju 21 (auch: J 21) war die in Fili (UdSSR) gebaute militärische Variante des in Dessau konstruierten Aufklärungsflugzeugs T 21. Bei Junkers wurde für die unbewaffnete Version die Lizenzbezeichnung Junkers H 21 verwendet.
Es handelt sich um einen als Hochdecker konstruierten bewaffneten Aufklärer.
Zunächst mit einem BMW IIIa-Motor mit 136 kW ausgerüstet, erhielten spätere Modelle auch den BMW IVa-Motor mit 176 kW.
Eine Besonderheit dieses Typs waren die im Gefahrenfall abwerfbaren außenliegenden Kraftstofftanks. Eingesetzt wurde die Ju 21 bis zum Ende der 1920er Jahre.

## Produktionszahlen
- 1923: 40 Stück
- 1924: 53 Stück
- 1925: 26 Stück
- 1926: 3 Stück

gesamt: 122 Stück

## Technische Daten
| Kenngröße             | Daten                                               |
| --------------------- | --------------------------------------------------- |
| Besatzung             | 2                                                   |
| Spannweite            | 10,70 m                                             |
| Länge                 | 7,90 m                                              |
| Höhe                  | 2,50 m                                              |
| Flügelfläche          | 15,00 m²                                            |
| Flügelstreckung       | 7,60                                                |
| Flächenbelastung      | 83,70 kg/m²                                         |
| Leistungsbelastung    | 6,80 kg/PS (9,22 kg/kW)                             |
| Flächenleistung       | 12,30 PS/m² (9,10 kW/m²)                            |
| Rüstmasse             | 830 kg                                              |
| Nutzlast              | 100 kg                                              |
| Zuladung              | 425 kg                                              |
| Startmasse            | 1255 kg                                             |
| Antrieb               | ein flüssigkeitsgekühlter Sechszylinder-Reihenmotor |
| Typ, Leistung         | BMW IIIa, 185 PS (136 kW)                           |
| Höchstgeschwindigkeit | 217 km/h in Bodennähe                               |
| Marschgeschwindigkeit | 150 km/h in Bodennähe                               |
| Steiggeschwindigkeit  | 5,10 m/s in Bodennähe                               |
| Landegeschwindigkeit  | 95 km/h                                             |
| Dienstgipfelhöhe      | 6500 m                                              |
| Reichweite            | 750 km                                              |
| Flugzeit              | max. 5 h                                            |